# Megarthrus bantu
Espèce
Megarthrus bantu est une espèce de coléoptères de la famille des Staphylinidae et de la sous-famille des Proteininae.

## Répartition et habitat
Cette espèce est connue du Burundi, de l'Ouganda et du Zaïre.